# Koshi-Guruma

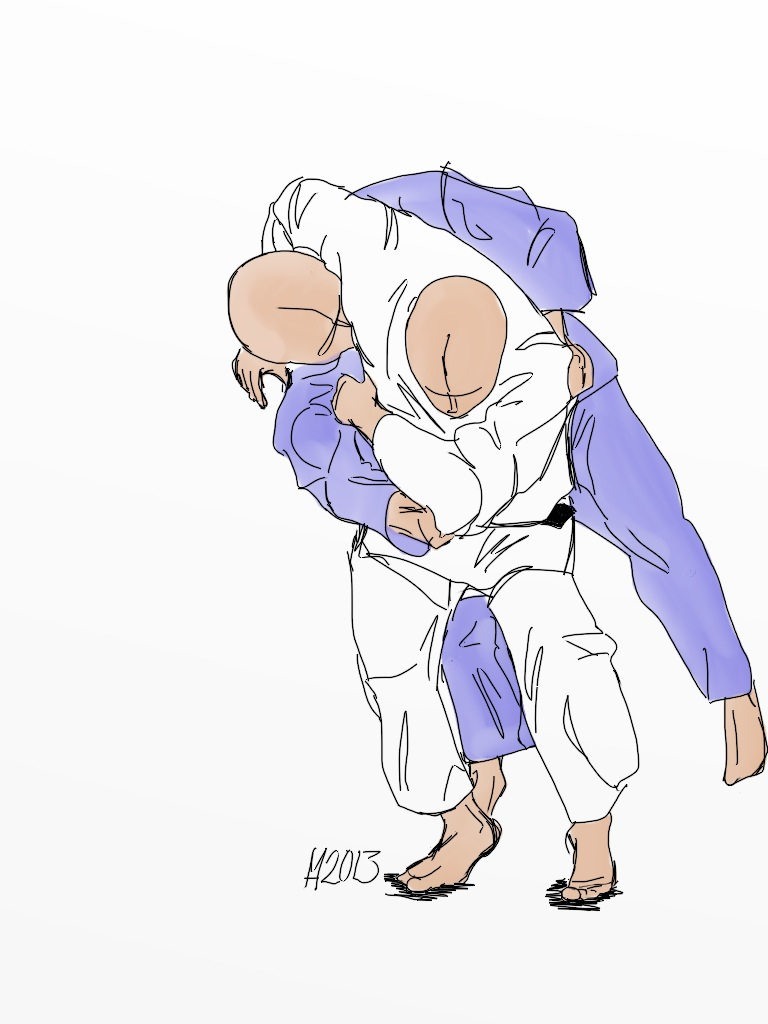
Exécution de Koshi-Guruma

Koshi-Guruma (roue autour de la hanche, en japonais : 腰車) est une technique de projection du judo. Koshi-Guruma est le 3e mouvement du 2e groupe du Gokyo. Koshi-Guruma fait partie des techniques de hanches (Koshi-Waza).

## Terminologie
- Koshi :  hanche
- Guruma :  roue